# سفارة أوكرانيا في سويسرا
سفارة أوكرانيا في سويسرا هي أرفع تمثيل دبلوماسي لدولة أوكرانيا لدى سويسرا. تقع السفارة في برن وهي تهدف لتعزيز المصالح الأوكرانية في سويسرا.

## وصلات خارجية
- الموقع الرسمي
- قائمة سفارات أوكرانيا
- قائمة السفارات في سويسرا